# The Kissing Booth 2
Kissing Booth 2 – amerykańsko-brytyjska komedia romantyczna z 2020 roku w reżyserii Vince’a Marcello. Kontynuacja filmu The Kissing Booth (2018), zrealizowana w oparciu o serię książek Beth Reekles pod tym samym tytułem. W komedii występują m.in. Joey King, Joel Courtney i Jacob Elordi.
Premiera filmu miała miejsce 24 maja 2020 roku na platformie streamingowej Netflix. Podobnie jak poprzednik, film otrzymał negatywne recenzje od krytyków. Trzecia część ma mieć premierę w 2021 roku.

## Opis filmu
Elle Evans (Joey King) właśnie przeżyła najbardziej romantyczne lato w życiu u boku swojego odmienionego chłopaka, wcześniej owianego złą sławą awanturnika Noaha Flynna (Jacob Elordi). Teraz Noah idzie na Harvard, a Elle wraca do liceum, gdzie czeka ją jeszcze jeden rok nauki. Dziewczyna staje przed nowymi wyzwaniami: z jednej strony związek na odległość, z drugiej nauka, by dostać się na wymarzoną uczelnię z najlepszym przyjacielem Lee (Joel Courtney). Dodatkowo wszystko komplikuje bliska przyjaźń z nowym, charyzmatycznym kolegą z klasy, Marco (Taylor Zakhar Perez). Tymczasem Noah zaprzyjaźnia się z „idealną” koleżanką ze studiów (Maisie Richardson-Sellers), przez co Elle musi zdecydować, na ile mu ufa i do kogo tak naprawdę należy jej serce.

## Obsada
- Joey King jako Elle Evans
- Joel Courtney jako Lee Flynn
- Jacob Elordi jako Noah Flynn
- Maisie Richardson-Sellers jako Chloe Winthrop
- Taylor Zakhar Perez jako Marco Valentin Peña
- Molly Ringwald jako Sara Flynn
- Meganne Young jako Rachel
- Stephen Jennings jako Mike Evans
- Morné Visser jako pan Flynn
- Bianca Bosch jako Olivia
- Zandile Madliwa jako Gwyneth
- Camilla Wolfson jako Mia
- Carson White jako Brad Evans

## Produkcja
W lutym 2019 roku ogłoszono, że Joey King, Joel Courtney i Jacob Elordi zagrają w filmie, a Vince Marcello wyreżyseruje scenariusz, który napisał wraz z Jayem Arnoldem. Netflix jest dystrybutorem filmu. W maju 2019 roku do obsady filmu dołączyli Maisie Richardson-Sellers i Taylor Zakhar Perez, a Meganne Young, Carson White i Molly Ringwald ponownie wcielili się w swoje role.
Zdjęcia, które odbywały się w Południowej Afryce (Kapsztad), zakończyły się w sierpniu 2019 roku.

## Premiera
Film został wydany 24 lipca 2020 roku w serwisie Netflix. Był to najczęściej oglądany film w tygodniu premiery. W swoim drugim tygodniu zajął drugie miejsce, a Forbes uznał go za „jeden z najpopularniejszych filmów wszech czasów na platformie”.

## Odbiór
Na stronie Rotten Tomatoes, film uzyskał 27% pozytywnych opinii na podstawie 33 recenzji, ze średnią oceną 4,29 / 10. W serwisie Metacritic film ma średnią ocenę 39 na 100, na podstawie 12 krytyków, co wskazuje na „dość negatywne recenzje”.

## The Kissing Booth 3
Po premierze drugiej części okazało się, że trzecia część była kręcona jedna po drugiej. Z informacji wynika, że trzecia część ma mieć premierę w 2021 roku.